# Молилесе Меделаха Ел Галија
Молилесе Меделаха Ел Галија књига је за децу српског песника Мирослава Михајловића. Садржи молитве, приче и песме инспирисане животом и религијом Рома. Објављена је 2005. године. Књига је писана двојезично, на ромском и српском језику. Богато је илустрована.

## О књизи
Књига Молилесе Меделаха Ел Галија је збирка бајковитих приповедака за децу. Сваку причу прати молитва или песма, а све је богато илустровано сликама и цртежима српског сликара наивца Владимира Алексића. Приче су инспирисане древним источњачким религијама. Приче садрже архетипске мотиве из ромског живота , са много синтезијских значења у којима се преплићу речи, звуци и боје. Привлачна је за све узрасте. Како за децу, која ће у причама пронаћи свет из маште, тако и за одрасле, који ће препознати алузије на неке кључне ликове из светске књижевности. Ауторов рукопис одсликава најсуптилније нијансе ромске душе.
Књига је објављена у оквиру пројекта VOREBA (Viable Opportunities for Romani books Access), uz pomoć fondacije Next Page.